# 1966 dans le catholicisme
Chronologie du catholicisme
- 1962
- 1963
- 1964
- 1965
- 1966
- 1967
- 1968
- 1969
- 1970

Cet article présente les faits marquants de l'année 1966 dans le catholicisme.

## Évènements
- 14 juin : Abolition par Paul VI de l'Index.
- 9 octobre : Création de plusieurs diocèses en Île-de-France par la constitution apostolique Nemptodurensis et Aliarum  du pape Paul VI : à Nanterre, Saint-Denis, Pontoise, Créteil, Corbeil-Essonnes.

## Naissances
- 7 janvier : Matthieu Rougé, prélat français, évêque de Nanterre
- 21 janvier : Jean-Marc Fournier, prêtre, aumônier militaire et sapeur-pompier français
- 15 février : Dominique Blanchet, prélat français, évêque de Créteil et prélat de la Mission de France
- 17 février : Franco Manzi, prêtre, bibliste et théologien italien
- 12 mars : John Joale Tlhomola (en), prélat lésothien, évêque de Mohale's Hoek (en)
- 14 mars : 
  - Pierre-Antoine Bozo, prélat français, évêque coadjuteur de La Rochelle
  - Dagoberto Campos Salas, prélat costaricain, diplomate du Saint-Siège et archevêque titulaire de Forontoniana (de)
- 18 mars : Paolo Borgia, prélat italien, diplomate du Saint-Siège et archevêque titulaire de Milazzo (de)
- 25 mars : Austen Ivereigh, journaliste et écrivain catholique anglais
- 28 mars : Paul Béré, prêtre jésuite et bibliste ivoirien
- 18 avril : Jean-Patrick Iba-Ba, prélat gabonais, archevêque de Libreville
- 20 avril : Edouard Sinayobye, prélat rwandais, évêque de Cyangugu
- 6 mai : Kevin Stuart Randall (en), prélat américain, diplomate du Saint-Siège et archevêque titulaire de Glendalough (de)
- 27 mai : Ildevert Mathurin Mouanga, prélat congolais, évêque de Kinkala
- 4 juin : Franz Jung, prélat allemand, évêque de Wurtzbourg
- 7 juin : Felix Gmür, prélat suisse, évêque de Bâle
- 29 juin : Michael Olson, prélat américain, évêque de Fort Worth
- 6 juillet : Antonio Spadaro, prêtre, théologien, essayiste et journaliste italien
- 7 juillet : Théophile Nare, prélat burkinabé, évêque de Kaya
- 29 juillet : José-Apeles Santolaria de Puey y Cruells, prêtre, présentateur de télévision, journaliste, écrivain et avocat espagnol
- 31 juillet : Angelo Accattino, prélat italien, diplomate du Saint-Siège et archevêque titulaire de Sebana (de)
- 3 août : Marco Mellino, prélat italien de la Curie
- 4 août : Kurian Vayalunkal, prélat indien, diplomate du Saint-Siège et archevêque titulaire de Ratiaria (de)
- 7 août : Stefan Heße, prélat allemand, archevêque de Hambourg
- 9 août : Fabrice Loiseau, prêtre traditionaliste français, fondateur de la Société des missionnaires de la miséricorde divine
- 16 septembre : Martin Boucar Tine, prélat sénégalais, évêque de Kaolack
- 18 septembre : Arnaldo Catalan (en), prélat philippin, diplomate du Saint-Siège et archevêque titulaire d'Apollonie (de)
- 18 octobre : Pascal Chang-Soï, prélat français, évêque de Taiohae
- 5 novembre : Bertrand Lacombe, prélat français, archevêque d'Auch
- 22 novembre : Laurent Camiade, prélat français, évêque de Cahors
- 7 décembre : Adrianus Sunarko, prélat indonésien, évêque de Pangkal Pinang
- 21 décembre : Ettore Balestrero, prélat italien, diplomate du Saint-Siège et archevêque titulaire de Victoriana (de)
- Date précise inconnue : Krzysztof Mądel, prêtre jésuite, philosophe, illustrateur, chroniqueur et blogueur polonais

## Décès

### Janvier
- 16 janvier : Noël Carlotti, prêtre et résistant français (° 28 octobre 1900)

### Février
- 10 février : Giuseppe Burzio, prélat italien, diplomate du Saint-Siège et archevêque titulaire de Gortyne (de) (° 21 janvier 1901)
- 15 février : Camilo Torres Restrepo, prêtre, sociologue et révolutionnaire colombien (° 3 février 1929)

### Mars
- 3 mars : Alfonso Castaldo, cardinal italien, archevêque de Naples (° 6 novembre 1890)
- 6 mars : Charles Francis Buddy, prélat américain, premier évêque de San Diego (° 4 octobre 1887)

### Avril
- 1er avril : Karl Adam, prêtre et théologien allemand (° 22 octobre 1876)
- 7 avril : Louis Paul Rastouil, prélat français, évêque de Limoges (° 8 mai 1884)
- 16 avril : Victorin-Nymphas Pagès, religieux, missionnaire, enseignant et vénérable français (° 7 septembre 1885)

### Juin
- 7 juin : Armand Coupel, prélat français, évêque de Saint-Brieuc (° 30 avril 1883)
- 20 juin : Georges Lemaître, prêtre, astronome et physicien belge à l'origine de la théorie du Big Bang (° 17 juillet 1894)

### Juillet
- 13 juillet : Jean Larrart, prélat et missionnaire français, archevêque de Guiyang (en) (° 22 décembre 1884)
- 19 juillet : Anselmo Albareda, cardinal bénédictin espagnol de la Curie, précédemment archevêque titulaire de Gypsaria (de) (° 16 février 1892)
- 20 juillet : Louis-Joseph Lebret, prêtre dominicain et économiste français (° 26 juin 1897)

### Août
- 4 août : Régis Jolivet, prêtre et philosophe français (° 8 novembre 1891)

### Septembre
- 22 septembre : Joseph-Alfred Langlois, prélat canadien, évêque de Valleyfield (° 4 septembre 1876)

### Octobre
- 2 octobre : 
  - Joseph-Papin Archambault, prêtre jésuite et éducateur québécois (° 13 août 1880)
  - Octave-Georges-Marie Bilodeau, prêtre et dramaturge québécois (° 2 octobre 1895)
- 5 octobre : Korbinian Aigner, prêtre allemand, résistant au nazisme (° 11 mai 1885)
- 20 octobre : Augustin Mansion, prêtre, philosophe et théologien belge (° 5 août 1882)

### Décembre
- 6 décembre : Jean Delay, prélat français, premier archevêque de Marseille, archevêque titulaire de Pompéiopolis-en-Paphlagonie (de), précédemment évêque auxiliaire de Lyon et évêque titulaire de Leptis Magna (de) (° 19 décembre 1879)
- 30 décembre : Pietro Ciriaci, cardinal italien de la Curie, diplomate du Saint-Siège et archevêque titulaire de Tarse (° 2 décembre 1885)